# Olive Ann Beech

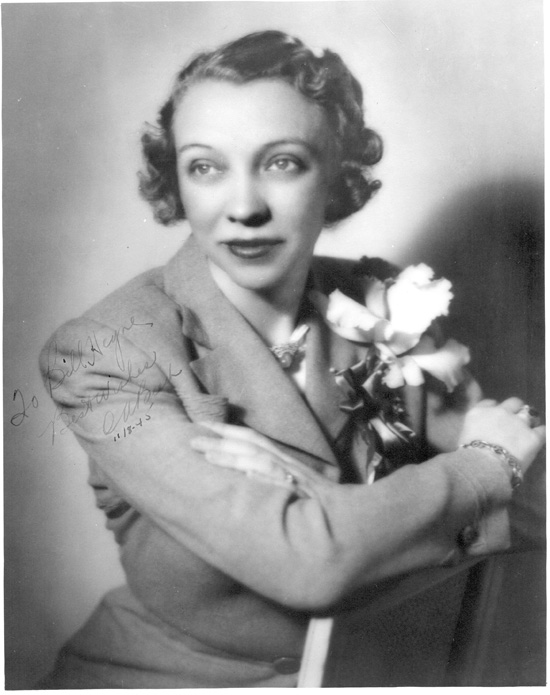
Olive Ann Beech

Olive Ann Beech (* 25. September 1903 in Waverly, Kansas; † 6. Juli 1993 in Wichita, Kansas) war eine US-amerikanische Unternehmerin.

## Kindheit und Jugend
Geboren als Olive Ann Mellor, Tochter eines Immobilienmaklers, wuchs sie in der Stadt Paola auf.
Es ist überliefert, dass ihre Mutter schon früh das Talent der kleinen Olive Ann im Umgang mit Geld erkannt haben soll. So soll sie im Alter von 7 Jahren über ein eigenes Bankkonto verfügt haben, auch soll sie bereits mit 11 Jahren eine Verfügungsvollmacht für die Bankgeschäfte ihrer Eltern gehabt haben.
Als die Familie im Jahre 1917 nach Wichita umgezogen war, besuchte Olive Ann dort das American Secretarial and Business College.
Im Alter von 18 Jahren verließ sie Wichita und trat eine Stelle als Sekretärin bei einem Unternehmen in Kansas an.

## Einstieg in die Luftfahrt
Im Jahre 1924 hatte Olive Ann Mellor den ersten Kontakt mit der Luftfahrtindustrie, als sie als Sekretärin im Unternehmen von Walter Beech, der Travel Air Company eingestellt wurde.
Sie war die einzige Frau neben den 12 männlichen Mitarbeitern, außerdem besaß sie keinen Pilotenschein, während alle anderen im Betrieb Beschäftigten eine Fluglizenz hatten. Jedoch war sie wissbegierig und lernfähig und ließ sich durch den Chefkonstrukteur des Unternehmens anhand einer Zeichnung alle wichtigen Komponenten eines Flugzeuges erklären. Diese Zeichnung soll sie noch viele Jahre lang bei der Einarbeitung neu eingestellter Sekretärinnen verwendet haben.
Schnell arbeitete sich Olive Ann in dem Unternehmen nach oben, wurde Büroleiterin und später Chefsekretärin von Walter Beech.
Im Jahre 1930 heiratete sie ihren Chef.

## Die Jungunternehmerin
Mit der Fusion von Beechs Unternehmen mit der Firma Curtiss-Wright als Folge der Weltwirtschaftskrise und dem damit verbundenen Umzug der Eheleute nach New York wurde Olive Ann Beech arbeitslos, aber bereits im Jahre 1932 kehrte sie mit ihrem Mann zurück nach Wichita, und die beiden gründeten dort die Beech Aircraft Company.
Während Walter sich intensiv der Konstruktion und dem Bau neuer Flugzeugmodelle zuwandte, vor allem dem Bau eines schnellen und komfortablen Geschäftsflugzeuges, war Olive Ann für die geschäftliche Seite des Unternehmens zuständig.
Im Verlauf der nächsten Jahre entwickelte sich die inzwischen in Beech Aircraft Corporation umbenannte Firma zu einem der erfolgreichsten Unternehmen der Flugzeugbranche.
Als Walter Beech im Jahre 1940 schwer erkrankte und annähernd ein Jahr im Krankenhaus verbringen musste, übernahm Olive Ann den Betrieb alleinverantwortlich.
Nachdem ihr Mann, mit dem sie zwei Töchter hatte, im November 1950 an den Folgen eines Herzinfarktes verstarb, führte sie das Unternehmen in seinem Sinne und nicht minder erfolgreich fort.

## Die „First Lady of Aviation“
Unter ihrer Leitung expandierte das Unternehmen, später als Beechcraft bekannt, in den folgenden 30 Jahren auf über 10.000 Mitarbeiter.
Als Beechcraft im Februar 1980 mit der Firma Raytheon fusionierte, wurde Olive Ann Beech zu einem der Vorstandsmitglieder von Raytheon gewählt. Im Jahre 1982 schied sie aus der Geschäftsleitung des Unternehmens aus.
Für ihre Bedeutung in der US-amerikanischen Luftfahrtindustrie erhielt sie zahlreiche Auszeichnungen und ist in den USA auch als „First Lady of Aviation“ bekannt.
Olive Ann Beech hat bis zu ihrem Lebensende keinen Pilotenschein gemacht.